# Gökhan Gönül
Gökhan Gönül (Bafra, 4 januari 1985) is een Turks voormalig voetballer die voornamelijk rechts in de verdediging speelde, maar ook op het middenveld uit de voeten kon. Gönül speelde tussen 2007 en 2019 in het Turks voetbalelftal.

## Clubcarrière
Gönül begon met voetballen in Bursa bij Bursa Yolspor. In 2002 volgde de overstap naar Gençlerbirliği SK. Hier voetbalde Gönül vijf jaar lang bij het tweede elftal (Hacettepe), totdat hij in 2007 werd overgenomen door Fenerbahçe, waar hij een vierjarig contract tekende. Zijn debuut bij die club maakte Gönül op 18 augustus 2007 in de Süper Lig tegen Gaziantepspor. De wedstrijd werd met 2–0 gewonnen; hij speelde de volledige wedstrijd. In zijn eerste seizoen bij Fenerbahçe nam Gönül ook deel aan de UEFA Champions League. In de groepsfase speelde hij in de gewonnen en gelijke spelen tegen CSKA Moskou en PSV en het verloren duel tegen Internazionale. Ook in de na strafschoppen gewonnen achtste finale en de verloren kwartfinale was Gönül een basiskracht. Gönül was van 2007 tot en met 2016 basisspeler bij Fenerbahçe. Daarmee werd hij twee keer Turks landskampioen, won hij twee keer de nationale beker en driemaal de supercup. In zijn laatste seizoen bij de club was hij aanvoerder. Gönül tekende in juli 2016 een contract tot medio 2020 bij Beşiktaş, de kampioen van Turkije in het voorgaande seizoen. Dat nam hem transfervrij over van Fenerbahçe nadat zijn contract daar ten einde liep. In 2020 keerde hij terug naar Fenerbahçe, maar een seizoen later verkaste hij alweer naar Rizespor.

## Interlandcarrière
Gönül maakte zijn debuut in het Turks voetbalelftal op 17 november 2007 in een EK-kwalificatiewedstrijd tegen Noorwegen (1–2 winst). Hij verving na zestien minuten speeltijd een andere debutant, İbrahim Kaş (Beşiktaş JK). Sindsdien is Gönül een vaste kracht in het nationaal elftal. Zijn eerste interlanddoelpunt maakte hij op op 29 maart 2011 in een EK-kwalificatieduel tegen Oostenrijk. Nadat Arda Turan de score had geopend, besliste Gönül in de 78ste minuut de wedstrijd. Met Turkije nam hij meermaals deel aan kwalificatietoernooien voor het wereld- of Europees kampioenschap voetbal, maar kwalificatie werd nooit afgedwongen. In een oefeninterland tegen Denemarken (1–2 winst) voorafgaand aan het kwalificatietoernooi voor het Europees kampioenschap voetbal 2016 benoemde trainer Fatih Terim Gönül voor het eerst tot aanvoerder; in de kwalificatieduels was Turan aanvoerder. Gönül speelde zijn vijftigste interland op 8 juni 2015, een oefenwedstrijd tegen Bulgarije (4–0 winst). Met Turkije nam hij in juni 2016 deel aan het Europees kampioenschap in Frankrijk. Na nederlagen tegen Spanje (0–3) en Kroatië (0–1) en een overwinning op Tsjechië (2–0) was Turkije uitgeschakeld in de groepsfase.

## Spelersstatistieken

### Overzicht als clubspeler
| Seizoen | Club       | Competitie | Duels | Goals |
| ------- | ---------- | ---------- | ----- | ----- |
| 2007/08 | Fenerbahçe | Süper Lig  | 24    | 0     |
| 2008/09 | Fenerbahçe | Süper Lig  | 29    | 0     |
| 2009/10 | Fenerbahçe | Süper Lig  | 30    | 2     |
| 2010/11 | Fenerbahçe | Süper Lig  | 30    | 3     |
| 2011/12 | Fenerbahçe | Süper Lig  | 31    | 1     |
| 2012/13 | Fenerbahçe | Süper Lig  | 27    | 3     |
| 2013/14 | Fenerbahçe | Süper Lig  | 29    | 0     |
| 2014/15 | Fenerbahçe | Süper Lig  | 32    | 0     |
| 2015/16 | Fenerbahçe | Süper Lig  | 22    | 1     |
| 2016/17 | Beşiktaş   | Süper Lig  | 29    | 1     |
| 2017/18 | Beşiktaş   | Süper Lig  | 25    | 0     |
| 2018/19 | Beşiktaş   | Süper Lig  | 29    | 3     |
| 2019/20 | Beşiktaş   | Süper Lig  | 30    | 4     |
| 2020/21 | Fenerbahçe | Süper Lig  | 16    | 2     |
| 2021/22 | Rizespor   | Süper Lig  | 4     | 0     |

### Overzicht als interlandspeler
| Interlands van Gökhan Gönül voor Turkije | Interlands van Gökhan Gönül voor Turkije | Interlands van Gökhan Gönül voor Turkije | Interlands van Gökhan Gönül voor Turkije | Interlands van Gökhan Gönül voor Turkije | Interlands van Gökhan Gönül voor Turkije | Interlands van Gökhan Gönül voor Turkije |
| №                                        | Datum                                    | Wedstrijd                                | Uitslag                                  | Soort wedstrijd                          | Doelpunten                               |                                          |
| Als speler bij Fenerbahçe                | Als speler bij Fenerbahçe                | Als speler bij Fenerbahçe                | Als speler bij Fenerbahçe                | Als speler bij Fenerbahçe                | Als speler bij Fenerbahçe                | Als speler bij Fenerbahçe                |
| ---------------------------------------- | ---------------------------------------- | ---------------------------------------- | ---------------------------------------- | ---------------------------------------- | ---------------------------------------- | ---------------------------------------- |
| 1.                                       | 17 november 2007                         | Noorwegen – Turkije                      | 1 – 2                                    | Kwalificatie EK 2008                     |                                          |                                          |
| 2.                                       | 21 november 2007                         | Turkije – Bosnië en Herzegovina          | 1 – 0                                    | Kwalificatie EK 2008                     |                                          |                                          |
| 3.                                       | 6 februari 2008                          | Turkije – Zweden                         | 0 – 0                                    | Vriendschappelijk                        |                                          |                                          |
| 4.                                       | 26 maart 2008                            | Wit-Rusland – Turkije                    | 2 – 2                                    | Vriendschappelijk                        |                                          |                                          |
| 5.                                       | 20 augustus 2008                         | Turkije – Chili                          | 1 – 0                                    | Vriendschappelijk                        |                                          |                                          |
| 6.                                       | 6 september 2008                         | Armenië – Turkije                        | 0 – 2                                    | Kwalificatie WK 2010                     |                                          |                                          |
| 7.                                       | 10 september 2008                        | Turkije – België                         | 1 – 1                                    | Kwalificatie WK 2010                     |                                          |                                          |
| 8.                                       | 19 november 2008                         | Oostenrijk – Turkije                     | 2 – 4                                    | Vriendschappelijk                        |                                          |                                          |
| 9.                                       | 11 februari 2009                         | Turkije – Ivoorkust                      | 1 – 1                                    | Vriendschappelijk                        |                                          |                                          |
| 10.                                      | 28 maart 2009                            | Spanje – Turkije                         | 1 – 0                                    | Kwalificatie WK 2010                     |                                          |                                          |
| 11.                                      | 1 april 2009                             | Turkije – Spanje                         | 1 – 2                                    | Kwalificatie WK 2010                     |                                          |                                          |
| 12.                                      | 2 juni 2009                              | Turkije – Azerbeidzjan                   | 2 – 0                                    | Vriendschappelijk                        |                                          |                                          |
| 13.                                      | 12 augustus 2009                         | Oekraïne – Turkije                       | 0 – 3                                    | Vriendschappelijk                        |                                          |                                          |
| 14.                                      | 5 september 2009                         | Turkije – Estland                        | 4 – 2                                    | Kwalificatie WK 2010                     |                                          |                                          |
| 15.                                      | 9 september 2009                         | Bosnië en Herzegovina – Turkije          | 1 – 1                                    | Kwalificatie WK 2010                     |                                          |                                          |
| 16.                                      | 10 oktober 2009                          | België – Turkije                         | 2 – 0                                    | Kwalificatie WK 2010                     |                                          |                                          |
| 17.                                      | 14 oktober 2009                          | Turkije – Armenië                        | 2 – 0                                    | Kwalificatie WK 2010                     |                                          |                                          |
| 18.                                      | 11 augustus 2010                         | Turkije – Roemenië                       | 2 – 0                                    | Vriendschappelijk                        |                                          |                                          |
| 19.                                      | 7 september 2010                         | Turkije – België                         | 3 – 2                                    | Kwalificatie EK 2012                     |                                          |                                          |
| 20.                                      | 8 oktober 2010                           | Duitsland – Turkije                      | 3 – 0                                    | Kwalificatie EK 2012                     |                                          |                                          |
| 21.                                      | 12 oktober 2010                          | Azerbeidzjan – Turkije                   | 1 – 0                                    | Kwalificatie EK 2012                     |                                          |                                          |
| 22.                                      | 17 november 2010                         | Nederland – Turkije                      | 1 – 0                                    | Vriendschappelijk                        |                                          |                                          |
| 23.                                      | 9 februari 2011                          | Turkije – Zuid-Korea                     | 0 – 0                                    | Vriendschappelijk                        |                                          |                                          |
| 24.                                      | 29 maart 2011                            | Turkije – Oostenrijk                     | 2 – 0                                    | Kwalificatie EK 2012                     | 78'                                      |                                          |
| 25.                                      | 10 augustus 2011                         | Turkije – Estland                        | 3 – 0                                    | Vriendschappelijk                        |                                          |                                          |
| 26.                                      | 7 oktober 2011                           | Turkije – Duitsland                      | 1 – 3                                    | Kwalificatie EK 2012                     |                                          |                                          |
| 27.                                      | 11 november 2011                         | Turkije – Kroatië                        | 0 – 3                                    | Kwalificatie EK 2012                     |                                          |                                          |
| 28.                                      | 29 februari 2012                         | Turkije – Slowakije                      | 1 – 2                                    | Vriendschappelijk                        |                                          |                                          |
| 29.                                      | 11 september 2012                        | Turkije – Estland                        | 3 – 0                                    | Kwalificatie WK 2014                     |                                          |                                          |
| 30.                                      | 12 oktober 2012                          | Turkije – Roemenië                       | 0 – 1                                    | Kwalificatie WK 2014                     |                                          |                                          |
| 31.                                      | 14 november 2012                         | Turkije – Denemarken                     | 1 – 1                                    | Vriendschappelijk                        |                                          |                                          |
| 32.                                      | 6 februari 2013                          | Turkije – Tsjechië                       | 0 – 2                                    | Vriendschappelijk                        |                                          |                                          |
| 33.                                      | 22 maart 2013                            | Andorra – Turkije                        | 0 – 2                                    | Kwalificatie WK 2014                     |                                          |                                          |
| 34.                                      | 26 maart 2013                            | Turkije – Hongarije                      | 1 – 1                                    | Kwalificatie WK 2014                     |                                          |                                          |
| 35.                                      | 6 september 2013                         | Turkije – Andorra                        | 5 – 0                                    | Kwalificatie WK 2014                     |                                          |                                          |
| 36.                                      | 10 september 2013                        | Roemenië – Turkije                       | 0 – 2                                    | Kwalificatie WK 2014                     |                                          |                                          |
| 37.                                      | 11 oktober 2013                          | Estland – Turkije                        | 0 – 2                                    | Kwalificatie WK 2014                     |                                          |                                          |
| 38.                                      | 15 oktober 2013                          | Turkije – Nederland                      | 0 – 2                                    | Kwalificatie WK 2014                     |                                          |                                          |
| 39.                                      | 15 november 2013                         | Turkije – Noord-Ierland                  | 1 – 0                                    | Vriendschappelijk                        |                                          |                                          |
| 40.                                      | 19 november 2013                         | Turkije – Wit-Rusland                    | 2 – 1                                    | Vriendschappelijk                        |                                          |                                          |
| 41.                                      | 5 maart 2014                             | Turkije – Zweden                         | 2 – 1                                    | Vriendschappelijk                        |                                          |                                          |
| 42.                                      | 25 mei 2014                              | Ierland – Turkije                        | 1 – 2                                    | Vriendschappelijk                        |                                          |                                          |
| 43.                                      | 29 mei 2014                              | Honduras – Turkije                       | 0 – 2                                    | Vriendschappelijk                        |                                          |                                          |
| 44.                                      | 1 juni 2014                              | Verenigde Staten – Turkije               | 2 – 1                                    | Vriendschappelijk                        |                                          |                                          |
| 45.                                      | 3 september 2014                         | Denemarken – Turkije                     | 1 – 2                                    | Vriendschappelijk                        |                                          |                                          |
| 46.                                      | 9 september 2014                         | IJsland – Turkije                        | 3 – 0                                    | Kwalificatie EK 2016                     |                                          |                                          |
| 47.                                      | 10 oktober 2014                          | Turkije – Tsjechië                       | 1 – 2                                    | Kwalificatie EK 2016                     |                                          |                                          |
| 48.                                      | 13 oktober 2014                          | Letland – Turkije                        | 1 – 1                                    | Kwalificatie EK 2016                     |                                          |                                          |
| 49.                                      | 28 maart 2015                            | Nederland – Turkije                      | 1 – 1                                    | Kwalificatie EK 2016                     |                                          |                                          |
| 50.                                      | 8 juni 2015                              | Turkije – Bulgarije                      | 4 – 0                                    | Vriendschappelijk                        |                                          |                                          |
| 51.                                      | 12 juni 2015                             | Kazachstan – Turkije                     | 0 – 1                                    | Kwalificatie EK 2016                     |                                          |                                          |
| 52.                                      | 13 november 2015                         | Qatar – Turkije                          | 1 – 2                                    | Vriendschappelijk                        |                                          |                                          |
| 53.                                      | 17 november 2015                         | Turkije – Griekenland                    | 0 – 0                                    | Vriendschappelijk                        |                                          |                                          |
| 54.                                      | 24 maart 2016                            | Turkije – Zweden                         | 2 – 1                                    | Vriendschappelijk                        |                                          |                                          |
| 55.                                      | 29 maart 2016                            | Oostenrijk – Turkije                     | 1 – 2                                    | Vriendschappelijk                        |                                          |                                          |
| 56.                                      | 22 mei 2016                              | Engeland – Turkije                       | 2 – 1                                    | Vriendschappelijk                        |                                          |                                          |
| 57.                                      | 5 juni 2016                              | Slovenië – Turkije                       | 0 – 1                                    | Vriendschappelijk                        |                                          |                                          |
| 58.                                      | 12 juni 2016                             | Turkije – Kroatië                        | 0 – 1                                    | EK 2016                                  |                                          |                                          |
| 59.                                      | 17 juni 2016                             | Spanje – Turkije                         | 3 – 0                                    | EK 2016                                  |                                          |                                          |
| 60.                                      | 21 juni 2016                             | Tsjechië – Turkije                       | 0 – 2                                    | EK 2016                                  |                                          |                                          |